# Adrian (Michigan)
 For alternative betydninger, se Adrian. (Se også artikler, som begynder med Adrian)
Adrian er en amerikansk by i delstaten Michigan i USA. Det er den største by og administrativt centrum i det amerikanske county Lenawee County. Byen har et indbyggertal på 20.645 (2020) indbyggere.

## Ekstern henvisning
- Officiel hjemmeside